# Octave 12

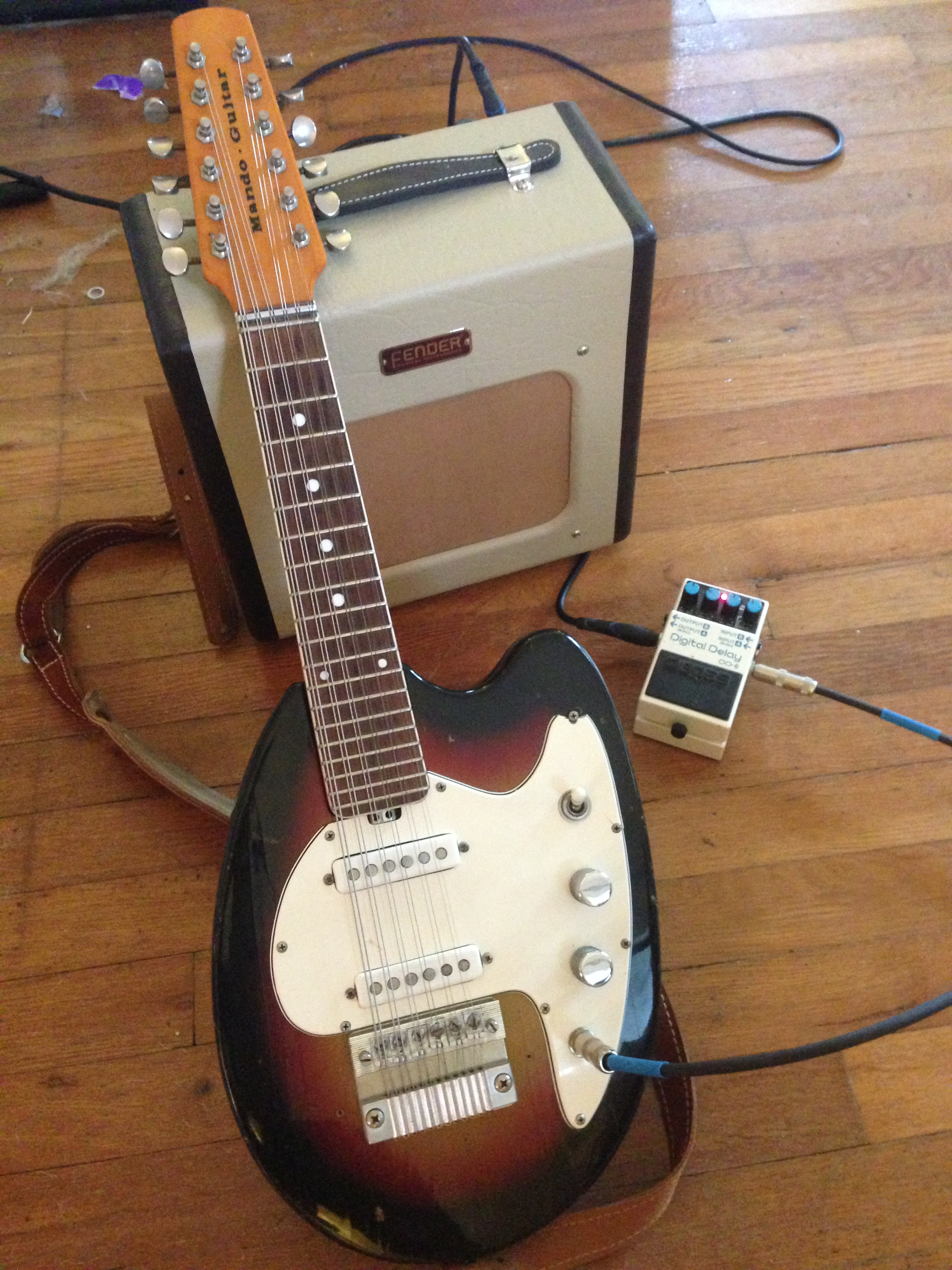
Vox Mando-Gitarre

Eine Octave 12 bzw. Octave Twelve ist eine Form der zwölfsaitigen Gitarre mit einem Hals von lediglich 39 cm Länge und einem kleinen massiven Korpus. Sie ist eine Oktave höher gestimmt als eine Standardgitarre, was ihr den Tonumfang einer Mandoline verleiht und es einem Gitarristen ermöglicht, den Klang einer Mandoline zu emulieren, ohne neue Griffmuster lernen zu müssen, die für echte Mandolinen erforderlich sind. Der Effekt ist ähnlich dem, wenn man einen Kapodaster an einer herkömmlichen 12-saitigen Gitarre am zwölften Bund anbringt.
Die Oktavzwölfergitarre wurde von Ingenieuren bei Vox erfunden, die die Oktavzwölfergitarre von 1964 bis 1968 als Mando Guitar verkauften. Die meisten modernen Oktavzwölfergitarren sind der charakteristischen Korpusform der Vox-Mando-Gitarre nachempfunden. Zu den namhaften Benutzern der Mando-Gitarre gehörten Brian Jones der Rolling Stones (u. a. in Mother’s Little Helper), John Oates sowie Barney Kessel in Wouldn’t It Be Nice der Beach Boys.